# Tribu (antropologia)

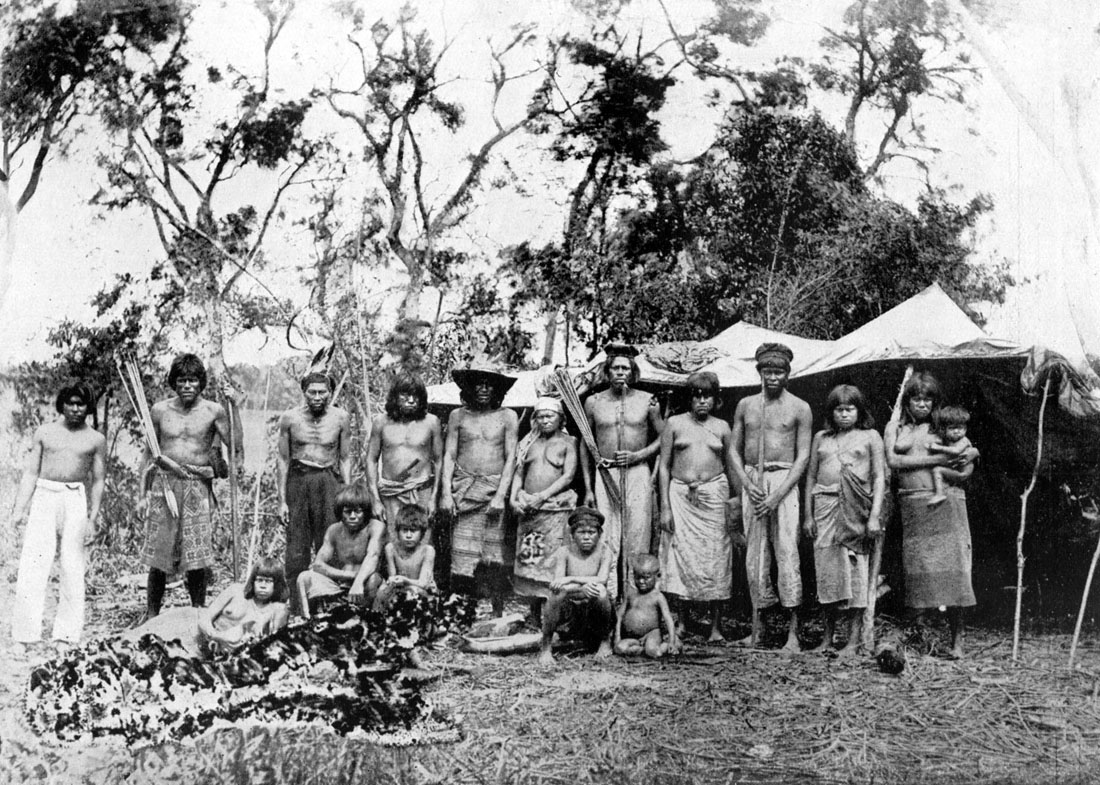
Tribu dels tobes, prop del riu Pilcomayo (1892)

Una tribu és un conjunt de persones amb un avantpassat comú i que viuen en un territori determinat. Aquest avantpassat pot ser real o no: pot no haver existit i ser un personatge mitològic, o pot haver existit, però no ser avantpassat de tots els membres de la tribu, però que aquests membres sí que ho considerin així. Sembla que les primeres tribus van aparèixer al Neolític i, posteriorment, amb l'associació de diferents tribus van sorgir les primeres civilitzacions.
La forma de govern pot variar, però el més habitual és que sigui algun tipus de gerontocràcia, normalment un consell d'ancians, i gairebé sempre patriarcal. No obstant això, es poden donar casos de monarquia electiva o d'oligarquia.
Tradicionalment, s'havia considerat una part important del concepte el fet que els seus membres tinguessin cultures homogènies, pràctiques semblants, o reconeguessin els mateixos líders. El 1972, però, Morton Fried va publicar el seu estudi The Notion of Tribe (La noció de tribu), on mostrava exemples de tribus que no complien aquests suposats requisits. La seva conclusió va ser que la tribu es caracteritza per la seva fluïdesa i relaxació en els límits, i que és una formació social molt dinàmica.

## Etimologia i llenguatge
El mot tribu ve del llatí tribus i es pot rastrejar en paraules actuals del català com «tribunal», «contribuir» o «distribuir», però a conseqüència dels processos colonials i imperials dels segles xix i xx el terme ha quedat força estigmatitzat. Avui dia se sol vincular amb societats de caçadors-recol·lectors o, si més no, amb Estats incipients i poc desenvolupats des d'un cert punt de vista del món occidental capitalista patriarcal actual.

## Definició antropològica
Tant per a evolucionistes com per a funcionalistes, la tribu és un grup social amb una organització pre-estatal, basada en l'agrupació de nombroses famílies.
Algunes persones consideren que l'evolució de la societat passa per banda, tribu, cacicat i estat, i la seva relació amb el territori és inexistent, pel que fa a les bandes i tribus, però necessària per a entendre el cacicat i l'estat. A partir del segle xx, després d'aquestes visions decimonòniques, altres consideren que aquests diferents tipus d'organitzar-se no són uns superiors a d'altres, ni es passa de menys a més «evolucionats» com millor o superior sigui una civilització sinó per elecció pròpia i segons l'estructura i força de les classes socials més poderoses, si les deixen existir.
El funcionalisme considera que l'existència o no d'una associació territori/grup–social no és el fet determinant, sinó que rau en si l'ordre social està basat en un poder centralitzat i existeix segmentació social (cacicat i estat) o el poder és no centralitzat i no existeix segmentació social (banda i tribu).
La generalització de l'ús del concepte tribu a diferents grups socials d'arreu del món fa aflorar contradiccions en qualsevol de les dues aproximacions: en la Polinèsia les tribus tenen una certa segmentació social (aristocràcia tribal) i poder central (el cap de la tribu assumeix funcions executives militars i econòmiques, a més de les religioses, que van més enllà de les típiques d'un gran home); a Nova Zelanda les tribus (iwi), són el resultat de l'agregació de grups de descendència cognaticis (hapū) amb un territori clarament delimitat; a l'Índia els estudis etnogràfics desenvolupats entre el 1881 i el 1961 ens mostren que estem davant d'unes 50.000 subcastes agrupades en 3000 castes que donen lloc a 427 tribus, agrupació que no respon a cap dels dos eixos esmentats: es presumeix que el seu origen prové de l'evolució en la divisió del treball i de la intrusió del legislador braman, que en codificar-lo ho fixà així. Per altra banda, en la societat àrab preislàmica les tribus venien determinades per fets religiosos (com ara compartir sacrificis), a Sibèria es basaven en unions exogàmiques de filiació patrilineal (intercanvi de dones), al Japó una mateixa paraula (zoku) designa tant família com tribu o raça, a Alaska les tribus estaven formades per cases (que són agrupacions diferents de famílies, també existents en societats arcaiques de Guinea o Madagascar o en l'edat medieval d'Europa o de l'Extrem Orient) que mantenien una forta autonomia econòmica i política. Una veritable constel·lació de significats sota un concepte massa potent perquè pugui ser descrit d'un cop i per sempre més, sense oblidar que el lloc des d'on es plantegen aquestes realitats s'ha fet molts cops amb ulls romàntics que cerquen (i, per tant, veuen) l'exotisme d'allò que és diferent. Un altre aspecte que complica la conceptualització de tribu és causat per la falta de teories documentades empíricament que demostrin com les tribus evolucionen cap als cacicats.
Tenint en compte que cap antropòleg ha pogut veure en estat pur ni bandes ni tribus ni cacicats, ja que l'antropologia va aparèixer molt després del sorgiment de l'Estat, hi ha proves arqueològiques, relats històrics i fets actuals que permeten establir una sèrie de fets bàsics associables a les tribus: grups socials amb producció no intensiva d'aliments (horticultura i pasturatge), poblats i grups de filiació sense una estratificació social determinant (encara que, com passa amb els nuers del Sudan, quan les tribus són molt grans apareix un altre tipus de segmentació anomenat OLS: organització en llinatges segmentaris, que apunten a avantpassats comuns), un govern central insuficient per a forçar el compliment de les seves decisions (com a exemple de l'impacte que en la vida social té la manca d'un poder central fort, Bronisław Malinowski descriu amb molt de detall les extenses i prolixes negociacions i reglamentacions, necessàries per a l'organització social del treball en aquests grups socials categoritzables com tribals, que aquesta mancança fa imprescindibles en el moment en què els caps de les tribus de les comunitats de Trobriand i Kitava demanen construir una canoa per a ells), dret basat en la consanguinitat i no en el contracte, i, finalment, absoluta desigualtat de gènere.
Com anàlisi crítica final, cal dir que l'enorme dificultat que l'antropologia ha trobat en el moment de definir tribu posa en relleu les carències reals dels fonaments empírics de la via antropològica del seu estudi.